# Paul Bostaph
Paul Steven Bostaph (Newark (Califórnia), 4 de março de 1964) é um baterista norte-americano. Paul Bostaph é um dos pioneiros no uso do bumbo duplo no metal pesado, ao lado de grandes nomes como Dave Lombardo, Lars Ulrich, Igor Cavalera e Charlie Benante. Conhecido pela sua técnica e sua velocidade no bumbo duplo, Paul Bostaph é considerado um dos melhores bateristas no seu estilo.
Tocou no Forbidden de 1985 a 1992, tendo gravado 2 álbuns e um EP. Logo após entrou no Slayer, onde esteve o auge da sua fama, gravando quatro álbuns. Saiu da banda em 2002, integrou o Exodus de 2005 a 2006, gravando o álbum Shovel Headed Kill Machine, e foi muito elogiado pelo seu trabalho feito na bateria desse álbum. Após sair do Exodus, entrou para o Testament, onde já havia gravado o EP "Return to the Apocalyptic City" de 1993, e gravou as linhas de bateria do álbum The Formation of Damnation, que marcou o retorno da banda aos estúdios após muitos anos de pausa. Em dezembro de 2011 anunciou sua saída do grupo, e formou, ainda no mesmo ano, a banda Blackgates, na qual se dedicava integralmente. Em maio de 2013, após Dave Lombardo deixar o Slayer, Paul foi convidado novamente a ocupar o posto de baterista da banda.
Ficou em 25° lugar na lista dos "50 melhores bateristas de hard rock e metal de todos os tempos" do site Loudwire.

## Discografia

### Com o Forbidden
- Forbidden Evil (1988)
- Raw Evil Live at the Dynamo (EP) (1989)
- Twisted into Form (1990)

### Com o Slayer
- Divine Intervention (1994)
- Live Intrusion (vídeo, 1995)
- Undisputed Attitude (1996)
- Diabolus in Musica (1998)
- God Hates Us All (2001)
- War at the Warfield (vídeo, 2003)
- Repentless (2015)

### Com o Systematic
- Pleasure to Burn (2003)

### Com o Exodus
- Shovel Headed Kill Machine (2005)

### Com o Testament
- Return to the Apocalyptic City (EP) (1993)
- The Formation of Damnation (2008)

### Com o Queensrÿche
- Frequency Unknown (2013)